# المعايير البريطانية
المعايير البريطانية هي المعايير التي تضعها مجموعة المعهد البريطاني للمعايير والتي تم تأسيسها بموجب ميثاق ملكي والتي تم تعيينها رسميا كهيئة المعايير الوطنية للمملكة المتحدة. وتقوم مجموعة بي إس آي بإنتاج المعايير البريطانية بموجب سلطة الميثاق. وفقا لمذكرة التفاهم لعام 2002 بين المعهد البريطاني للمعايير وحكومة المملكة المتحدة، يتم تعريف المعايير البريطانية رسميا على النحو التالي:
المعايير البريطانية تعني المعايير الرسمية المتفق عليها والموضوعة على النحو المنصوص عليه في الفقرة 3.2 من الجزء 0-1 للمعايير البريطانية، وتعتمد على مبادئ الاتفاق والمطابقة المعترف بها في سياسة المعايير الأوروبية.
مذكرة تفاهم بين حكومة المملكة المتحدة والمؤسسة البريطانية للمعايير فيما يتعلق بأنشطتها باعتبارها هييئة المعايير الوطنية في المملكة المتحدة (إدارة الأعمال والابتكار والمهارات في المملكة المتحدة) 
وتُمنح كيت مارك كعلامة للمنتجات والخدمات التي يقرها المعهد البريطاني للمعايير أنها استوفت متطلبات معايير محددة ضمن شروط معينة.

## كيف يتم تكوين ووضع المعايير البريطانية
لا تقوم مجموعة المعهد البريطاني للمعايير ككل بإنتاج المعايير البريطانية بل تكون موزعة على قطاعات، فمجلس إدارة المعهد البريطاني للمعاير قام بإنشاء مجلس للمعايير(لا يقوم سوى بإعداد مجالس قطاع ويقوم كل قطاع بوضع المعايير الخاصة بمجاله مثل تكنولوجيا المعلومات والاتصالات أو الجودة أو الزراعة أو التصنيع أو الحريق). ويشكل كل مجلس قطاعي بدوره عدة لجان تقنية ولجان فنية والتي توافق رسميًا على المعيار البريطاني، والذي يتم تقديمه بعد ذلك إلى أمين مجلس قطاع الإشراف لإقرار إذا ما كانت اللجنة الفنية قد أنجزت بالفعل المهام التي وكلت لها

## المعايير
المعايير الموضوعة تحمل العنوان البريطاني Standard XXXX [-P]: YYYY حيث أن XXXX تشير إلى رقم المعيار، و P هو رقم الجزء القياسي (حيث يتم تقسيم المعيار إلى أجزاء متعددة) و YYYY هي السنة التي دخل فيها المعيار حيز التنفيذ. وتمتلك المؤسسة البريطانية للمعايير حاليًا أكثر من 27000 معيار نشط. وعادة ما يتم تحديد المنتجات لاستيفاء معيار بريطاني معين، وبشكل عام يمكن القيام بذلك دون أي شهادة أو اختبار مستقل. ويوفر المعيار ببساطة طريقة مختصرة للمطالبة باستيفاء بعض المواصفات، مع تشجيع المصنعين على تبني طريقة شائعة لمثل هذه المواصفات.
ويمكن استخدام علامة Kitemark للإشارة إلى شهادة المعهد البريطاني للمعايير، ولكن فقط في حالة إعداد مخطط كيت مارك حول معيار معين. فإنها قابلة للتطبيق بشكل أساسي على معايير السلامة ومعايير الجودة.
واتباعَا للمطابقة والتنسيق بينها وبين المعايير الأوروبية، يتم استبدال بعض المعايير البريطانية بشكل تدريجي بالمعايير الأوروبية ذات الصلة.

## حالة المعايير
تتم مراجعة المعايير وتطويرها باستمرار وبشكل دوري ويتم وصف الحالة بواحدة أو أكثر من الكلمات الرئيسية التالية:
- تم التأكيد - تمت مراجعة المعيار وتأكيده على أنه حاليًا.
- الحالي - المستند هو الحالي، والذي تم نشره مؤخرًا.
- مسودة للتعليق العام / DPC - مرحلة وطنية في تطوير معيار، حيث يتم السعي إلى إجراء مشاورات أوسع داخل المملكة المتحدة.
- إزالة - يشير بالتعديل إلى أن المعيار غير مستحسن للاستخدام في المعدات الجديدة، ولكن يجب الاحتفاظ به لتوفير خدمة المعدات التي من المتوقع أن تكون لها فترة عمل طويلة، أو بسبب مشكلات تشريعية.
- استبدال جزئي - تم استبدال المعيار جزئيًا بمعايير أخرى أو أكثر.
- مقترحة للتأكيد - تتم مراجعة المعيار واقتُرح أن يتم تأكيده على أنه المعيار الحالي.
- مقترحة للإضافة - تتم مراجعة المعيار المقترح واقتراحه.
- مقترحة للسحب - تتم مراجعة المعيار المقترح واقتراح سحبه.
- منقحة - تم تنقيح المعيار.
- تم استبداله- تم استبدال المعيار بمعايير أخرى أو أكثر.
- قيد المراجعة - المعيار قيد المراجعة.
- تم سحبها - لم تعد الوثيقة الحالية وقد تم سحبها.
- العمل في متناول اليد - هناك عمل يجري على المعيار وقد يكون هناك مسودة ذات صلة للتعليق العام المتاحة.

## التاريخ
بدأت مجموعة المعهد البريطاني للمعايير في عام 1901 باسم لجنة المعايير الهندسية بقيادة جيمس مانسر، بهدف توحيد أعداد وأنواع قطاعات الصلب، من أجل جعل الشركات المصنعة البريطانية أكثر كفاءة وتنافسية. ومع مرور الوقت وُضعت المعايير وتطورت لتغطية العديد من جوانب الهندسة المادية، ومن ثم منهجيات الهندسة بما في ذلك نظم الجودة، السلامة والأمن.

## الإتاحة
يتم بيع نسخ عدة من المعايير البريطانية على المتجر الإلكتروني للمؤسسة البريطانية للمعايير ويمكن الوصول إليها عبر الاشتراك في المنصة الإلكترونية للمعايير البريطانية. كما يمكن طلبها من خلال وحدات النشر في العديد من هيئات المعايير الوطنية الأخرى (ANSI ، DIN ، إلخ) ومن العديد من الموردين المتخصصين في المواصفات الفنية.
تتوفر مطبوعات من المعايير البريطانية، بما في ذلك التبني الأوروبي والدولي في العديد من المكتبات العامة والجامعية التي تشترك في المنصة الإلكترونية للمعايير البريطانية. ويكون لأمناء المكتبات والمحاضرين في الجامعات التي يوجد مقرها في المملكة المتحدة حق الوصول الكامل إلى نُسخ المجموعة بينما يمكن للطلاب النسخ، اللصق والطباعة ولكن دون تنزيل أيًا منها. ويمكن نسخ ولصق ما يصل إلى 10٪ من محتوى المعيار للاستخدام الشخصي أو الداخلي وما يصل إلى 5٪ من المجموعة المتاحة كمجموعة مرجعية أو إلكترونية في الجامعة المُسجَّلة. ويمكن لمستخدمي المكتبة العامة في المملكة المتحدة الوصول إلى المنصة الإلكترونية للمعايير البريطانية للإطلاع فقط إذا اشتركت خدمة المكتبات الخاصة بهم في النظام الأساسي لـ BSOL. قد يتمكن المستخدمون أيضًا من الوصول إلى المجموعة عن بُعد إذا كان لديهم كارت اشتراك مكتبة سارية وتوفر المكتبة الوصول الآمن إلى مواردها.
ويمكن أيضُا الاتصال بمركز معلومات الهيئة مباشرة في مدينة تشيسويك لطلب قراءة المعايير في غرفة القراءة الخاصة بالأعضاء.
1. ↑  Glass، H. M.؛ Weston، G. International Symposium on Plastics Testing and Standardization. 100 Barr Harbor Drive, PO Box C700, West Conshohocken, PA 19428-2959: ASTM International. ص. 37–37-8. ISBN:9780803161054. مؤرشف من الأصل في 2019-12-12.{{استشهاد بكتاب}}:  صيانة الاستشهاد: مكان (link)
2. ↑  Faller، J.M.؛ Graham، M.H. Handbook of Electrical Installation Practice. Oxford, UK: Blackwell Science Ltd. ص. 304–317. ISBN:9780470774526. مؤرشف من الأصل في 2019-12-12.
3. ↑  MEMORANDUM OF UNDERSTANDING BETWEEN THE UNITED KINGDOM GOVERNMENT AND THE BRITISH STANDARDS INSTITUTION IN RESPECT OF ITS ACTIVITIES AS THE UNITED KINGDOM'S NATIONAL STANDARDS BODY
4. ↑  "The Kitemark - About Kitemark". 16 أبريل 2012. مؤرشف من الأصل في 2020-04-26. اطلع عليه بتاريخ 2018-09-13.{{استشهاد ويب}}:  صيانة الاستشهاد: BOT: original URL status unknown (link)
5. ↑  The Constitution of Private Governance : Product Standards in the Regulation of Integrating Markets. Hart Publishing. ISBN:9781472563255. مؤرشف من الأصل في 2019-12-12.
6. ↑  "How to use the BSI Shop – Quick user guide". shop.bsigroup.com. مؤرشف من الأصل في 2017-06-15. اطلع عليه بتاريخ 2018-09-13.
7. ↑  "BSI Shop - Buy British Standards". shop.bsigroup.com. مؤرشف من الأصل في 2019-11-18. اطلع عليه بتاريخ 2018-09-13.
8. ↑  "British Standards Online - BSOL subscription from the BSI Shop". shop.bsigroup.com. مؤرشف من الأصل في 2017-04-30. اطلع عليه بتاريخ 2018-09-13.
9. ↑  "Knowledge Centre | BSI Group". www.bsigroup.com (بالإنجليزية البريطانية). Archived from the original on 2017-07-13. Retrieved 2018-09-13.